# 花のあすか組!の登場人物
花のあすか組!の登場人物（はなのあすかぐみ!のとうじょうじんぶつ）では、高口里純の漫画作品『花のあすか組!』およびその映像化・CD化作品に登場する架空の人物について述べる。ここでは『花のあすか組!』終了時点における情報について扱う。続編の情報は、『新・花のあすか組!』の登場人物、『花のあすか組! BS(ブラックスクール)編』の登場人物、
『花のあすか組! ∞インフィニティ』の登場人物で記述する。

## 主要登場人物

### 主人公
九楽 あすか（くらく あすか）
ビジュアルサウンドシリーズ - 須賀千春 / ドラマ - 小高恵美 / 映画 - つみきみほ / OVA - 鶴ひろみ / ドラマCD - 手塚ちはる / ドラマCD外伝 - 緒方恵美 / 映画「NEO!」 - 高山侑子
- 武器／ブラックジャック→金貨。ハヤトというカラスを飼っており、戦闘の助けになることも。
- 特徴／両耳に真珠のピアス。一重まぶた。身長155センチメートル、体重42キログラムで周囲からチビ扱いされている。顔立ちは一度みたら忘れられないタイプの美少女。
- 設定／元、全中裏十人衆・側近〝左〟と同時に元、西区裏番（いずれもドラマ版ではなかったことにされている）。
現「シルバーゴースト」の二代目マスコット（ヘッドのヤスヒロの一方的な決定で本人は認めていない）。

本作の主人公の中学2年生。14歳（最終話で15歳の誕生日を迎える）。中学一年生の冬から中学二年生の春まで全中裏十人衆・側近〝左〟の位置にいた。全中裏を抜けた後もカリスマ性は絶大。一声で300人以上の不良少女が集まる。
小学校までは優秀で委員長を務め、明朗かつ利発で可愛らしい優等生タイプだったが、中学入学してしばらくしてクラスメートの嫉妬からのイジメに会い自殺未遂。自殺未遂後は病院に入院し、そこで主婦の出産を見て、命の尊さを思い知る。
退院後はヨーコや前・西区表番との出会い、さらにひばりらとのふれあいにより、以前とは正反対のシビアで硬派な性格になる。
たいていの人間には強気だが、自分の自殺未遂後の後影響を受けたヨーコにだけは弱いところを見せている。
胸が小さく、面倒くさいのでブラジャー（A70）を着けていない。たまにパンツも履いていない。
山口百恵のファンで、それ以外の歌手には興味がない。
作画では、髪型を14歳のころの山口百恵を参考にしている。顔は、前半は15歳のころの中山美穂、後半は16歳のころのつみきみほを参考にしている（新装文庫版8巻あとがきより）。最終回から二年後を描いた「外伝Vol.25 月」ではストレートのショートカットにしている。
イジメによる自殺未遂と克服
中学一年生になったばかりの頃までは、ぬいぐるみに話しかけるような子供だった（今でもこの当時の調度品を使っており、母親の少女趣味が反映された部屋である）。しかし学級長になった頃からいじめられるようになり、担任教師も傍観し当てにならなかった。「正義の味方なんていない」と絶望し、カッターで手首を切るが死ねなかった。
病院の神経科に入院し、枝村医師の治療によって退院が決まったが、病院の外に出るのに怯え「外に出したら死んでやる」と言う。そんな折、妊婦の佐伯に出会い交流を深め、出産の様子を見せてもらう。あすかは苦しみながらも懸命に赤ん坊を産む佐伯を見て、簡単に命は生まれないことを思い知る。そして祖父から「命と力を思い出せ」との言葉を託され、枝村医師から「生きていく力を思い出そうとすることが大事」と諭された。
退院したあすかは髪を短いおかっぱに切る。以前の自分が愛情に守られて生きていたと分かり、しかし自分はそこから逸脱し、自分自身の「生きていく力」を確かめようとし始める。毎夜、街へくり出し、不良女学生と何度も喧嘩をする。この頃、#前、西区表番「原」と出会う。#紅神会関係者の女子高生ヒロリン達に呼び出されリンチを受け、肋骨を折られた。
イジメのトラウマ
病院から退院しても学校に行けず、金網の外から様子をうかがっては嘔吐することを毎日繰り返した。今でも学校にいると、教室やクラスメイトが恐く、汗をかく。
ヨーコとの友情と裏切り
折った肋骨がまだ治らない頃、夜の街でヨーコに出会う。ヨーコと話すうち友情が芽生える。ヨーコと共に#鬼畜レディース達と戦ったり、夜の学校を荒らしたりしていた時、ヨーコに「一緒にいてやるよ。寂しいんだろ」と告げられ親友になった。ヨーコと信頼関係を築き、一緒に行動していたが、ヨーコの厭世観はあすかへの友情よりも深かった。突然、ヨーコの犯した罪のスケープゴートにされ、裏切られたショックであすかは目が見えなくなる。見たいものが目の前にないことから逃げた自分の弱さを思い知り、あすかは目が見えるようになる。しかしその後もずっとヨーコの言葉が忘れられず、かけがえのない人物となった。
全中裏とひばりからの愛情
あすかが病院から退院し、夜の街で「生きていく力」を思い出そうとしていた頃、当時の西区表番「原」があすかに興味を持つ。「星」があすかを調査し、ヨーコにスケープゴートにされていた時ヤクザから助けられた。当時の西区表番は、西区裏番を〝紅〟からあすかにすげ替えようと密かに画策していた。
あすかがヨーコに裏切られ傷ついていた頃、全中裏のイベント「花会」に連れていかれ、ひばりの面通しを受ける。ひばりに親友がいなくなった寂しさを一目で見抜かれた。
「薔薇の宮」は一度会っただけのあすかに側近〝左〟の位置を託してもいいと即決した。
西区裏番が〝紅〟からあすかに代替わりする発表がおこなわれ、怒った〝紅〟はナイフであすかを襲うが、返り討ちに遭い顔に傷をつけられる。
ヨーコが密売したトルエンで全中裏構成員にも被害が出、落とし前をつけさせるために西区裏番としてあすかはヨーコを呼び出す。交渉は決裂し、あすかはヨーコの情報を様々なところへ流し、自らも全中裏の獲物として追う。ところが、ヨーコはひばりと交渉し蘭塾に身を隠した。あすかは激怒するが、ひばりにいなされる。
全中裏からの脱退
ケンカが絶えないあすかは祖父から「誰がおまえの傷の肩代わりをしているかを知れ」とさとされ、母の今日子が心を痛めているのを知る。自分を心配し大事にしてくれている人達のために厄災を持ち込まないよう、全中裏から抜けるべきだと考える。祖父から真珠をもらい、ピアスにして左耳につけた。
ひばりの庇護下にいては、心が慰められても強くはなれないと自覚し「全中裏を抜けたい」と告げるが却下される。ひばりの手で右耳に真珠のピアスがつけられた（外伝Vol.18）。その時、あすかはこれ以上ひばりの愛情を受け取るのを止め、自らの勇気で困難に立ち向かう決意をする。
あすかが全中裏を抜けようとしていた頃、総エリアマスター・桐生と出会う。桐生もまた全中裏を抜けようとしていた。中学二年生になったあすかは髪を切った。その春のベイビー・チック・ナイト（末端構成員による大集会）には、ひばり対する反乱分子が紛れ込んでいた。それを阻止できなかった桐生は反乱分子達の逃亡を手引きする。あすかは桐生の味方をし、のちに春日に「この責任をとって全中裏を抜ける。総エリアマスター・桐生を道づれに抜けさせる」と宣言する。

### 主人公の関係者
「ミコ」堂本 美子 （どうもと みこ）
ドラマ - 小沢なつき / 映画 - 菊地陽子 / OVA - 富沢美智恵 / ドラマCD - 松下美由紀 / ドラマCD外伝 - 富沢美智恵 / 映画「NEO」 - 佐野光来
- 武器／ホッチキス、セロテープ、ブラックジャック、花火など。
- 特徴／眉毛がない（自ら剃り落としている）。身長161センチメートル。
- 設定／元・西区筆頭表番候補だったが辞退し、全中裏には入らなかった。

中学2年生14歳。ヨーコの腹違いの妹。ヨーコに対し複雑な感情を抱いている。ケンカが強く「眉なしのミコ」の異名を持つ。ほとんど学校には通っていない。ロリポップキャンディーが好きでよくくわえている。ファッションは流行を取り入れている。チャイナ服なども好んで着る。明るくてあっけらかんとした性格で、冗談をよく言うムードメーカー的な存在。根性が据わっていて、友情にも厚い。西区表番からは、年下からも年上からも「ミコ先輩」と呼ばれている。ミーハーな面もあり「皇子5」雅のファンだった。
初期は暴走族やスケバンの上級生とよくつれだっていたが、眉毛を描かないケジメを貫き、二ヶ月間#蘭塾に行っていたことを上級生に告白し決別した。（外伝Vol.3）。
その後はあすかと出会い、また#鬼畜レディースを後ろ盾にしたものの、裏番十人衆〝葵〟が鬼畜レディースと接触したため、ミコは髪を切る制裁を受ける。
父親の不倫と腹違いの姉
（ミコの過去を描いた外伝はVol.16、Vol.3、Vol.4の順である）
父親に愛人と腹違いの姉の陽湖がいたことを知り、誰も彼もが憎くなって不良になった。素行不良により隔離更生施設・蘭塾へ入れられる。そこで音符屋と同室になって知り合った。また、ミコのあまりの反抗ぶりに興味を覚えた最首が「眉が八の字になって泣いているように見える」と言ったため、それ以降眉を剃り落としてしまう。
ミコの友人
ミコと同じ中学校の友人。不良ではないが仲がよく、しばしばミコを心配しあすかに相談しにくる。
「ヨーコ」鬼島 陽湖 （きじま ようこ）
ドラマ - 相楽晴子 / 映画 - 武田久美子 / OVA - 勝生真沙子 / ドラマCD外伝 - 小山茉美
- 武器／改造拳銃
- 特徴／ポーチだけをいつも持ち歩いている。あすかが見とれるくらいの美人。ベリーショートカット。

18歳。ミコの腹違いの姉で私生児。あすかのトラウマとなっていた人物。
あすかにとって最重要人物だが、本編での登場は少なく蘭塾編の終盤と、新装文庫版 第7巻〜最終回のみである。しかしあすかが中学一年生の時期を描いた『外伝』では、あすかにとってかけがえのない人物になってゆく過程と、裏切りが描かれている。
幼いころに母を亡くし、母の弟家族に引き取られるが、義母に嫌われ半ばネグレクトされて育つ。17歳で家出した。高校も中退したが、しばしばセーラー服を着ている。高校でも頭脳の明晰さは認められていたが、彼女はそれを犯罪に用いた。
トルエンの密売などで、全中裏、紅神会、微里威同盟、警察など、多くの組織を敵にまわした。
人を人とも思っていない性格で、周りの人間を利用することしか考えていない。あすか自身ヨーコの犠牲になるが、ヨーコの言葉と生き方は説得力があり、あすかはそこに惹かれている。
物語の最後、あすかとの友情を取り戻し二人で紅神会を相手に戦った。
幽鬼が起こした爆発に巻き込まれたヨーコは、一度はあすかの呼びかけに応え脱出したものの、「自分はあすかの親友になりたかったのではない。あすかになりたかった。あすかが心から好きだ。あすかの命になってしまいたい」という言葉を残し、再び爆発の続く倉庫に戻り、幽鬼と共に死亡した（しかし見つかった遺体は身元確認が困難なほど損傷していたため、最終的な死亡確認はされていない）。
「薔薇の宮」フサコ
ドラマCD外伝 - 伊倉一恵
- 特徴／額に薔薇の模様
- 設定／先々代、全中裏十人衆・側近〝左〟。元HIBARI・SS統括最高責任者。

19歳。側近〝左〟時代、先代西区表番たちに連れられて全中裏に現れたあすかの素質を見抜き、自分の後継に指名した。
親しい者には「フサコ」と呼ばれている。また、ひばりと春日からは「宮」と呼ばれている。
桐生 定子（きりゅう ていこ）
ドラマCD外伝 - 高乃麗
- 特徴／パンクファッション
- 設定／元、全中裏総エリアマスター。

18歳。九楽あすかと同時に全中裏を抜けた「戦23」のエキスパート。外見に反し武闘派ではない。全中裏を抜けた後は川崎市に「ROSES」というレディースチームを構成し、浮島町公園で集会をしている。
派手な見た目だが、かなりしっかりして落ち着いている。あすかに対して好意的である。
香月 はるみ（こうづき はるみ）
ドラマ - 石田ひかり
ドラマ版オリジナルのキャラクター。中学2年生。14歳。私立泰山学園に転校早々全中裏の侵攻に逢うも、あくまで暴力反対の立場を取り、話し合いと署名活動で解決を図るが全中裏の暴力の前に挫折。あすかから「自分の手は汚さない主義」と指摘され反発するが、やがて「手を汚さなければ何もつかめない」という彼女の考えに賛同。のちに生徒会を再興し生徒会長の座に就く。頭脳と戦略で全中裏に立ち向かう「策士はるみ」。
井上 幸子（いのうえ さちこ）
ドラマ - 佐藤恵美
ドラマ版オリジナルのキャラクター。泰山学園に侵攻してきた全中裏の紅に真っ先に反発したため、紅に引き回しの刑にあい、救出しようとして紅の顔に傷を付けた親友あすかと共に「油虫」としていじめを受ける。あすかが自殺未遂を起こし入院後、生き残るために全中裏に取り入ろうとするが紅に拷問され、あすかの腕の中で息を引き取る。あすかは幸子から託された金貨を武器に全中裏と戦う事を決意する。

### その他
周防 波留彦 （すおう はるひこ）
- 武器／腕力（男なので女よりは力がある）
- 特徴／トーンの貼られたウェーブの長髪。普段は眼鏡をかけ髪をまとめている。
女装時は髪をほどき化粧をしている。

16歳。#HIBARI・SSにいる不知火の弟。不知火との間に「期限内に一億円を自力で貯めることが出来たらHIBARI・SSへの加入を認める」という約束がある。女装をして全中裏に関わっている。ミコを好ましく想っている。
幽鬼 （ゆうき）
ドラマCD外伝 - 磯部弘
ヨーコの恋人。自殺志願者の美男子。ヨーコと共謀して罪を犯してきた。一時期ヨーコと共に蘭塾へ逃げ込み、蘭塾男寮年長組（ホワイトチャイナ）だった。心中マニアで、相手の女性を一人死なせ二人に重傷を負わせた。物語の最後で、自身の希望通り死亡した。
「おっさん」
ドラマCD - 河合義雄
路上でアクセサリーを売っている男。武器を作ったり、車を提供したりして九楽あすかに協力する。
ディスカウントショップの経営もしているようである。フィリピン人の妻、娘のルナと暮らしている。
あすかが「一人になりたいとき」に店のバックヤードを寝床として提供した。

### 九楽家とあすかの祖父
あすかのママ
ドラマ - 石井めぐみ / OVA - 向井真理子 / ドラマCD - ならはしみき
九楽 今日子（くらく きょうこ）。財政界の重鎮、篠宮老人の末娘。あすかを心配し精一杯愛している。お菓子作りが得意。あすかのペットのカラスが苦手。
あすかのパパ
ドラマ - 佐渡稔 / OVA - 堀秀行
九楽 昨造（くらく さくぞう）。妻と娘を愛している。何故か聞き間違いが多く、あすかの言いたいことが伝わらない時がある。妻と共にあすかを見守り励ましている。あすか（明日）、今日子（今日）、昨造（昨日）が名前の由来である。
おじじ
ドラマ - 加藤武
篠宮 余一郎（しのみや よいちろう）。九楽あすかの母方の祖父で政財界の大物。いじめられた末に自殺未遂をして入院したあすかに「〝命〟と〝力〟を思い出せ」と伝言する（外伝Vol.5）。
あすかにピアスの片方になる真珠を贈った（外伝Vol.17）。余一郎の真珠には「母が心配して悲しんでいるので、外のイザコザを家庭内に持って入らないように」という気持ちが込められていた。そのことが切っ掛けで、あすかは全中裏を抜ける。
あすかが唯一素直に笑いかけられる人物である。その時々の悩みを打ち明け、対する祖父の答えは示唆に富んでおり、あすかは真摯に耳を傾ける。
あすかが一時期在籍した私立中学「紫苑学園」の経営者でもある。
ハヤト
あすかのペットのカラス。元は紅が飼っていたが傷を負い、隻眼となったため捨てられた。紅がつけていた名前は「ヒデキ」。

## 全中裏
東京都内中学校裏番組織の略である。女子中学生で構成され、「奈落」とも称される。作中、系統だった組織説明はなされていないが、幹部以下の実行部隊のほか、ブレイン集団として「HIBARI・SS」、独自の矯正・訓練施設「蘭塾」を擁するなど、かなり大規模な組織として描かれている。
首領であるひばりの独裁により運営され、以下、ヒエラルキーは上位から〝悪〟を司る側近「左」、同じく〝善〟を司る「右」のほか、「天」、「地」、「三色」までの「十人衆」と称される幹部が列し、東西南北の各区「裏番」、東西南北の各区「表番」、東京23区各区「エリアマスター」、末端構成員の順となる。
なお、薬物の使用は一切禁止している模様（あすかを捜していた、西区表番・星と原が「ピカ（薬物）をやっている様子は ないようだね」と語っていた）。
作中、筆頭幹部である左右の権力は絶大で、あすかが一時的に「左」の資格で会議に参加した際には、同じく十人衆である「朱」にすら対等な物言いを許さなかった。
本部建物の外観はロココ風。内装は平安調。居住人の服装は概ね女子学生服。作法は貴族風、騎士風、またはヤクザ風。
ひばり
ドラマ - 佐倉しおり / 映画 - 美加理 / OVA - 戸田恵子 / ドラマCD - 椎名へきる / ドラマCD外伝 - 沢海陽子
- 武器／目を見つめて相手の意識を失わせる。
- 特徴／目をベールなどで隠す。西洋貴族風ドレス。縦ロールの髪。

謎に包まれた全中裏統括者。あすかが全中裏を抜けた後も、カゲボウシの九曜巴紋、九曜星紋をつけたままにしているなど、あすかに特別な思い入れがある。

### 裏番十人衆

#### ［側近・左右］
側近〝左〟（悪） （空席）
先代：九楽あすか
先々代：「薔薇の宮」
側近〝右〟（善） - 春日（かすが）
ドラマ - 本田理沙 / 映画 - 松田洋治 / OVA - 山田栄子 / ドラマCD - 藤野かほる / ドラマCD外伝 - 折笠愛
- 武器／短鞭
- 特徴／白い長ランのような男っぽい服装。両目が隠れるほど長い前髪。長髪。

18歳。女性ではない。
クールで感情をあまり出さない。「姫」を気に入っている。「姫」が中学校に上がる前、西区裏番に推薦し、HIBARI・SSの反対にあったにも拘わらず「姫」が中学校に上がったあとにも西区裏番に推してあすかを倒させようとし、ひばりに止められた。
心の底ではあすかに惹かれているが、それを無意識に否定し、あすかに敵対する行動をとる。
終盤髪を切って目もとをあらわにし、男性的な服装をした。それが春日だと分かったのは「姫」とヨーコだけだった。

#### ［三色］
〝紅〟（くれない）
ドラマ - 加藤麻里 / OVA - 江森浩子 / ドラマCD - 安藤ありさ / 映画「NEO」 - 佐藤寛子
- 武器／飼いならした数羽の鴉
- 設定／先々代、および、現・西区裏番（先代は九楽あすか）。目元に傷跡。

私利私欲で動くため西区の災いのもとになっているが、ひばりの手の上で踊らされていることに気づいていない。自慢の顔に傷跡をつけたあすかに執念深い恨みを持っている。
#西区表番、#前、西区表番に憎まれており、人望が全くない。（前、西区筆頭表番・雪いわく「ナントカに刃物ってんだよ」と言われるほどのサディスト）。鴉中学校を統括している。初期は仮面をつけていた。
〝葵〟（あおい） - 三姉妹「姉」「次」「末」
ドラマ - 山形雄子（姉）、毛利千春（次）、沢田めぐみ（末）
- 武器／刃物（カミソリ）
姉（あね）…指の間に挟んだ安全カミソリの刃
次（つぎ）…Ｌ字カミソリを投げる
末（すえ）…折ったカッターナイフの刃を口に含んで飛ばす

「かまいたちの葵」と呼ばれる。「違い鎌」の家紋の描かれたコートを着ている。
〝朱〟（しゅ） 四代目（六代目『新・花のあすか組!』に登場）
ドラマ - 常盤しげみ
- 特徴／バレエの衣装。キツネ目。
- 設定／#蘭塾にいる。

九楽あすかに蘭塾の迷路を攻略され、蘭塾に匿っていたヨーコを奪回されたことをきっかけに四代目は更迭。

#### ［天］
〝天使〟（てんし） - 雅（みやび）
ドラマ - 湯川章子
- 武器／フェンシングのサーベル
- 特徴／男装の美少女
- 設定／三代目の〝天使〟。裏番十人衆中最年少、中学一年生13歳。#男性アイドルグループ「皇子5」も参照。

HIBARI・SSによる全中裏の資金調達イベント、「ハレルヤ2Y」プランのため、人気アイドルグループ「皇子5」のリーダー格「雅の皇子」として、男装で芸能活動をしている。北区の裏番でもあり、北区の中心地にある紫苑学園に在籍している。
冷酷で相手の痛みを想像しない性格をしており、エアガンで鳥を何匹も撃ち殺したり、「水」をエアガンで撃ったりした過去が、「外伝Vol.12」に描かれた。
薔薇の宮に目をかけられており、彼女にだけは素直に従い、また彼女をフサコと呼ぶ。薔薇の宮の判断で半年間HIBARI・SSに席を置き、その後〟天使〟となった。薔薇の宮があすかを側近〝左〟にするまでは、雅が側近〝左〟を継ぐ予定だった。しかし薔薇の宮に自分よりあすかの方が側近〝左〟にふさわしい器だと判断されたことで、あすかに敵愾心を持つ。フェンシングのサーベルで刺したり、「皇子5」ファンの攻撃対象にしたりとあすかを危険な目にあわせる。
また「ハレルヤ2Y」プランに狩り出されていることが不服であり、さらに命令を下すのが薔薇の宮ではなく#HIBARI・SSの志摩だということにも不満を露わにしている。
〝弥勒〟（みろく）
ドラマ - 桑田和美
『花のあすか組! ∞インフィニティ』に登場
〝ジーザス〟
『花のあすか組! ∞インフィニティ』に登場

#### ［地］
〝赤鬼〟 （あかおに）
『新・花のあすか組!』に登場
〝青鬼〟 （あおおに）
『新・花のあすか組!』に登場

### 西区表番
四月、学年が変わり西区表番は総入れ替えとなった。その時には西区裏番はあすかだったが、あすかは全中裏を抜け、西区裏番のポジションは元の〝紅〟に戻った。西区表番達は〝紅〟による支配を認めず自分たちのリーダーはあすかだという信念を貫き通した。アパートの一室を溜まり場にしている。
全中裏を抜けたあすかの命令で、全中裏に無断で西区表番の兵隊を動かし、それにより裏番十人衆による制裁の対象となった。〝紅〟などからの幾度もの攻撃を受け、一定期間の懲罰部隊からの襲撃にも耐えた。前例ではそこで全中裏から抜けられるはずだったのだが許されなかった。
「姫」は西区表番6名の全中裏からの解放をかけ、あすかと対決し〝戦・23〟で勝利するが、解放を許されたのは「風」「林」「火」「山」の4名のみ。「姫」と「水」は全中裏の支配下のままになる。
「姫」 巳姫 正子（みき しょうこ）
OVA - 川村万梨阿 / ドラマCD - 矢沢ゆめる/ 映画「NEO」 - 倉内沙莉
- 武器／袖に隠した警棒
- 特徴／おかっぱ頭。知的で育ちのよさそうな容貌で、身長は158センチメートル。
- 設定／西区筆頭表番。2年後には側近〝右〟代行。

中学1年生13歳。小学生のころより春日に目をかけられ、裏番候補であったが、新聞沙汰になる事件に関わったことにより、一度は表番に落ち着く。自分が春日に利用されているだけだと分かっている。春日が自覚出来ていなかった、あすかに惹かれつつも、それから逃げていることを本人に暴露した。
あまり感情を表にださず、知的かつ物静かな性格でミコたちから「ポーカーフェイス」と評される。実際はかなり闘争心があり、あすかと〝戦・23〟で対決することもあった。基本的にはあすかにもミコにも好意的である。
家柄はよく高級マンションに住んでいる。親から構われておらず、伝言にはいつも人形が添えられているが、あすかに「欲しくない物が自分のテリトリーに増えることをストレスと言う」と図星を指される。
「水」 水森 奈々（みずもり なな）
OVA - 頓宮恭子 / ドラマCD - 成田莉奈 / 映画「NEO」 - 高口真々子
- 武器／チェーン
- 特徴／パーマのショートカット。メガネをかけている。

中学2年生。14歳。情報収集処理能力に長けている。小学生のころHIBARI・SSに在籍していた。HIBARI・SSでの成績が優秀だったので、志摩からHIBARI・SSに残るかとの勧誘を受けたが、「後ろで画策するのは性に合わない」と断り、西区表番になった。全中裏との関わりが深いため、「姫」と同じく抜けられなかった。
「風」 中津川 風子（なかつがわ ふうこ）
OVA - 安藤ありさ / ドラマ - 速水昌未 / ドラマCD - りえこ
中学1年生。13歳。「姫」と同じ中学校でよく一緒に行動していた。その後、引退。
「林」 衣田 青葉
OVA - 五十嵐厚子→江森浩子 / ドラマ - 千葉美加
- 武器／合気道
- 特徴／長い黒髪。大人びた外見をしている。

中学2年生。14歳。その後、引退。
「火」 赤間 真琴 （あかま まこと）
OVA - ちはる / ドラマ - 和久井映見
- 武器／火
- 特徴／ベリーショートカット。パンクファッション。

中学1年生。13歳。その後、引退。
「山」 山川 京子 （やまかわ きょうこ）
OVA - 上村典子 / ドラマ - 蜷川香子
- 武器／腕力
- 特徴／いつもマスクで顔を隠している。長身。

中学3年生。15歳。前、西区表番「海」のいとこ。年下の堂本ミコを「ミコ先輩」と呼ぶ。その後、引退。

#### 前、西区表番
「星」と「原」以外は本編へは登場せず、外伝において、ほぼ過去一年間の出来事に登場する。西区表番達は〝紅〟による統治で手ひどい被害を受けており、そんなときにあすかを見つけた彼女たちは〝紅〟の代わりとして西区の裏番にあすかを据えて、西区の安定をはかろうと画策した。
「雪」
前、西区筆頭表番。ポニーテールの長髪。
外伝Vol.25の「西区表番たちの画策」で春日に〝紅〟へのリコールを訴えたが、取りあってもらえなかった。だが、夏に全中裏本部で開催された「花会」で薔薇の宮の取りなしにより、あすかをひばりに対面させることができた。
「星」
ドラマCD - 村山由里 / ドラマCD外伝 - 山崎和佳奈
前、西区表番の一人。主に情報収集を担っていた。
引退後もあすか達に力を貸す。単車に乗る。「原」からあすかのことを聞き、調べる。
「オレンジプロジェクト」の後、下校時間に自身を待っていた「姫」たちから、あすかが陽湖を引きずり出すために蘭塾へ入ろうとしていることを知り、驚く。
「原」
ドラマCD - ならはしみき / ドラマCD外伝 - 永島由子
引退後もあすか達に力を貸す。火薬を扱う。左目に泣き黒子がある。中学一年生のあすかが、夜の街を徘徊し喧嘩を続けているのを見て興味を持つ。
「海」
あすかの力量に疑問を持ち、反発していた。「山」のいとこ。
「銀」
マスクをしている。眉間に卍のマーク。無口。
「香」
セミロングのソバージュヘア。楽をしたがる。

#### 新、西区表番
『花のあすか組! BS(ブラックスクール)編』から登場

### 東区表番
『花のあすか組! ∞インフィニティ』に登場

### 北区表番
『花のあすか組! ∞インフィニティ』に登場

### 南区表番
『花のあすか組! ∞インフィニティ』に登場

### エリアマスター
表番候補者の一部。個々の評価を上位から、第三間控、第二間控、第一間控と示される。ヒエラルキーが〝戦・23〟の活躍で変動する。勝つ方の大将を見極め、数十人の末端構成員をリードし勝利へのサポートをおこなう。陣形図を描ける。陣取り合戦の勢力図がFAXで流れており、エリアマスター達や全中裏に興味のある女子中学生などが利用する。
総エリアマスター
前任は桐生定子。現在はいない。

#### 東区
千代田区エリアマスター・東條 寧々（とうじょう ねね）「お子様ランチ」
- 特徴／ロリータファッション。

小学5年生。11歳。そのため「摂政」の補佐を受けている。知略を得意とする。千代田区構成員は喫茶店を溜まり場にしている。
〝戦・23〟終結時点で第三間控。ひばりに作戦案を褒められる。のちに『新・花のあすか組!』で、あすかと戦った時に用いられる「敵と戦うことなくして勝つ」作戦である。
「摂政」
- 武器／形状記憶合金の釣り糸
- 特徴／丁寧語で喋る。パンツルック。腰まである長い髪を高い位置で結わえている。

18歳。本名不明。千代田区エリアマスター・東條寧々の補佐役。元、HIBARI・SS構成員。薔薇の宮、桐生と同世代。
中央区エリアマスター・赤江 かりん（あかえ かりん）
- 武器／警棒
- 特徴／額にホクロ。ひとまとめの三つ編み。

中学2年生。14歳。リーダーシップも、仲間からの信頼も厚い。何事にも最善を尽くす主義。市花とのタイマンで2戦2敗している。
〝戦・23〟では白側大将の「姫」に、〝戦・23〟の勝ち負けよりも九楽あすか個人に勝ちたがっていることを見破られ、「姫」の側についた。
〝戦・23〟終結時点で第三間控。
文京区エリアマスター・夏八木 聡子（なつやぎ さとこ）「迷えるポニーテール」
- 特徴／ポニーテール。

中学3年生。15歳。優柔不断。
〝戦・23〟終結時点で第一間控。
台東区エリアマスター・滝 愛（たき めぐみ）
- 特徴／肥満体型。

中学3年生。15歳。
〝戦・23〟終結時点で第一間控。
墨田区エリアマスター・新宅 貴弓（しんたく きゆみ）
- 武器／ナイフ（実用目的ではない）
- 特徴／一重瞼。釣り目。ベリーショートカット。

中学3年生。14歳。画策好む野心家。全中裏で成り上がるためにはどんな行動も厭わない。〝戦・23〟では情報収集合戦でガセネタを流し混乱させた。
〝戦・23〟終結時点で第三間控。
江東区エリアマスター・不破 徳美（ふわ なるみ）「オオカミ」
- 武器／ドラムスティック
- 特徴／頭にバンダナを巻いている。

中学2年生。14歳。嘘で事態を混乱させ楽しむことから、あだ名は『イソップ寓話』の「オオカミ少年」から来ている。
〝戦・23〟終結時点で第三間控。性格は天邪鬼で、最優位で勝利したことに腹をたてる。
葛飾区エリアマスター・那智 一恵（なち かずえ）
- 武器／ハンガーヌンチャク
- 特徴／唇にテカリ。美少女。

中学3年生。15歳。普段はおっとりしていて「うたた寝の獅子」と呼ばれる。本気を出すとめっぽう強い。幾度か表番候補になっているがその度に辞退し、〝戦・23〟でも全力は出さなかった。
〝戦・23〟終結時点で第二間控。第三間控から評価が下がり周りの話題となった。江戸川区エリアマスター・「斑猫」への友情に流されたためである。
ジュン
那智の補佐役。那智の真価を発揮させようと躍起になる。〝戦・23〟終結後、紅側大将が九楽あすかだったと知り、那智を目覚めさせるには圧倒的に強い敵が必要だと気づく。
葛飾区末端構成員
〝戦・23〟情報収集合戦3日目に葛飾区内であすかを見かけが「九楽あすか」だとは気づかなかった。この時点で気づけば那智が実力を出していたかもしれなかった。

江戸川区エリアマスター・「斑猫 （さーまお）」
- 武器／ヌンチャク

中学1年生。13歳。那智一恵の友人。中国残留孤児2世。日本名・田中和枝（たなか かずえ）、中国名・梨花（リーファ）。
〝戦・23〟終結時点で第一間控。

#### 南区
港区エリアマスター・「弁天」
- 武器／透き通った棒状のもの
- 特徴／カツラ、サングラス、体の特徴の分かりにくい服を着用し、個人を特定され難くしている。

氏名など全て不明。港区内末端構成員の強者争いにより、内密に「弁天」と呼ばれる人物が入れ替わっている。
港区内末端構成員は「タワーの住人」と呼ばれる。
〝戦・23〟終結時点で第三間控。
品川区エリアマスター・中山 万利香（なかやま まりか）
- 特徴／ブラックジーンズ。

中学2年生。14歳。良家の子女。那智と同じくらいの美少女。
〝戦・23〟終結時点で第二間控。
目黒区エリアマスター・檸檬 雅子（れもん まさこ）「薄笑いの檸檬」
中学3年生。14歳。知能犯。〝戦・23〟で桐生と共にあすかの参謀となり、冷酷な作戦を提案した。本来のエリアマスターではなく、ひばりの命令を受けたスパイであり、あすかの動向をひばりに知らせていた。スパイ的な役割を優先しているため、部下である末端構成員からの人望は薄い。
〝戦・23〟終結時点で第三間控。
大田区エリアマスター・漠 らん子（ばく らんこ）「ふくれっつら」
- 特徴／パンクファッション

中学3年生。15歳。勝気で少々短気。
〝戦・23〟終結時点で第二間控。

#### 西区
新宿区エリアマスター・菊永 知子（きくなが ともこ）
- 特徴／口元にホクロ。

中学2年生。14歳。進学校に在学し受験勉強を理由に〝戦・23〟情報収集合戦最終日に引退した。新宿区は西区最大勢力だが〝戦・23〟に参加しないため無法地帯と化した。葛飾区エリアマスター・那智は「最終的に新宿区を手に入れた方が勝つ」と予見していた。
菊永はルポライター梶の取材に応じ、〝戦・23〟の内容を教え、故意にマスコミに全中裏の情報を流したため、懲罰部隊による制裁を受けた。
世田谷区エリアマスター・清白 咲也（すずしろ さくや）
- 特徴／オールバックの髪型。特攻服。

中学3年生。15歳。過去の因縁（Vol.25 痛み）から、絶対にあすかの味方にはならない。構成員は清白と同じ特攻服を着ている。
〝戦・23〟終結時点で第二間控。
渋谷区エリアマスター・鈴木 三華（すずき みか）「鈴木M」
- 特徴／メガネをかけている。

中学2年生。14歳。通信マニアで伝言ダイヤルフリーク。渋谷センター街にたむろしている。〝戦・23〟では情報収集合戦で墨田区・新宅からのガセネタを23区に流した。
〝戦・23〟終結時点で第一間控。
中野区エリアマスター・田代 麻名（たしろ まな）「天びん計り」
- 特徴／瞳がトーン貼り。

14歳。情報収集能力が高い。他人を踊らせて実益を得ようとする。
〝戦・23〟終結時点で第一間控。
杉並区エリアマスター・鈴木 静香（すずき しずか）「鈴木S」
- 特徴／瞳が白目。

中学3年生。15歳。
〝戦・23〟終結時点で第一間控。

#### 北区
豊島区エリアマスター・斎藤 まほ（さいとう まほ）
- 特徴／長いストレートヘア。

中学2年生。14歳。今回の〝戦・23〟には反対している。
〝戦・23〟終結時点で第一間控。
北区エリアマスター・杜 一二三（もり ひふみ）
- 特徴／おさげ髪。

中学3年生。14歳。算術で戦略を練る。
〝戦・23〟終結時点で第一間控。
荒川区エリアマスター・市花 文緒（いちはな ふみお）
- 特徴／瞳が黒めがち。太いヘアバンドをつけボーイッシュ。

中学2年生。14歳。桐生からの信頼が厚く、他エリアマスターからも一目置かれている。物静かだが咄嗟の行動が機敏で、中央区・赤江にタイマンで勝利するほどの戦闘力がある。〝戦・23〟では桐生からの頼みで紅側大将・あすかにつき、力強い味方となる。
〝戦・23〟終結時点で第三間控。
板橋区エリアマスター・綾部 美葉（あやべ みは）
中学3年生。15歳。無線通信マニア。
〝戦・23〟終結時点で第一間控。
練馬区エリアマスター・国生 光（こくしょう ひかる）
- 武器／おもちゃのボール
- 特徴／ベースボールキャップ。

中学3年生。15歳。思慮深い性質で、行動を起こすのは最後になる場合が多く、それ故に事態のキーマンになる。練馬区末端構成員は石神井公園を溜まり場としている。
〝戦・23〟では大将の正体に気づき「九楽あすか」側につく誘惑にかられ、紅側あすか陣営の味方となった。
〝戦・23〟終結時点で第三間控。
足立区エリアマスター・忍 流華（しのぶ るか）
- 特徴／猫の絵のヘルメット。

中学1年生。13歳。血の気が多い性格ですぐにケンカに持っていきたがる。決して音を上げず気絶するまで気丈に振るまう。その取り柄が部下の足立区構成員からの評価の高さに繋がっている。周囲の足立区構成員はヘルメット着用の者が多い。
〝戦・23〟終結時点で第二間控。

### HIBARI・SS
全中裏の頭脳集団。主な役割は全中裏の資金調達プランの立案と運営である。支配関係では裏十人衆などとは別系統である。西区の後始末にうんざりしている。
二年間をかけておこなう、全中裏の大きな資金源〝ハレルヤ2Y〟プランをとりしきる。今回の〝ハレルヤ2Y〟は、あすかが中学二年生に進級する前から始まっていた。不知火の発案で、ある芸能プロダクションからアイドルグループを売り出す土台を買い、アイドルを入れ替えて始動するというもの。男装させた〝天使〟雅と、少年4人のユニット、#男性アイドルグループ「皇子5」である。
- SS総指揮 - 「薔薇の宮」フサコ
- 円卓七人衆

志摩（しま）
- 特徴／リボンで結わえたストレートの長髪。メガネ。左右で眉毛の形が違う。
- 設定／HIBARI・SS円卓七人衆の第4代円卓頭。

全中裏の資金源を集めるプラン〝ハレルヤ2Y〟の責任者代行。落ち着いた秀才。「皇子5」のメンバーについてはただのコマだと思っている。知能指数で人を判断する。
不知火（しらぬい）
- 特徴／ショートカットでトーン貼りの髪。

HIBARI・SS円卓七人衆のNo.2。周防の姉。他の円卓衆と比べあっけらかんとして、ふざけた態度をとるが古参でIQが高い。
安孫子（あびこ）
HIBARI・SS円卓七人衆のNo.3。おさげ髪。
十文字（じゅうもんじ）
HIBARI・SS円卓七人衆のNo.4。ボブカット。不知火に反感を持っている。
白鳥（しらとり）
HIBARI・SS円卓七人衆のNo.5。メガネ。黒髪の長髪。
八重樫（やえがし）
HIBARI・SS円卓七人衆のNo.6。メガネ。ウエーブのかかった長髪。
石綿（いしわた）
HIBARI・SS円卓七人衆のNo.7。直毛のショートカット。

### カゲボウシ（影武者）
裏番十人衆の影武者となる者達。25人いる。影武者となった人物との絆は強いが、ひばりの意思を最優先する。本体を凌駕する力を持つ者もいる。
- 九曜御三家

九曜御三家はひばりの直属である。カゲボウシの中でも古傷の痛みをも共有するほど本体との絆が強い。あすかのカゲボウシは、鬼畜レディースが関わった〝オレンジ計画〟で、あすかに協力したことから二人とも蘭塾送りにされた。
九曜巴紋
- 特徴／九楽あすかに良く似た風貌。そばかすがある。

九楽あすかの影武者。九曜御三家のひとり。あすかの影武者をやるのが一番面白いという理由でカゲボウシでい続けている。九曜星紋と共に登場し「九曜紋、参上」と名乗りを上げる。
九曜星紋
- 特徴／九楽あすかに良く似た風貌。眉間に「S」の文字がある。

九楽あすかの影武者。九曜御三家のひとり。
九曜桜紋
『新・花のあすか組!』に登場
（その他のカゲボウシ）
『花のあすか組! ∞インフィニティ』に登場

### 他構成員
懲罰部隊
顔を明かさず仮面をつけている。戦闘服着用。全中裏の少女達のなかで格闘技の有段者で構成されている。全中裏に不利益な行動を取った関係者や、全中裏を許可無く脱ける者に対し、三ヶ月間、複数人で厳しい懲罰を与える。
ブラックチャイナ
蘭塾懲罰部隊。黒色のチャイナ服の出で立ち。ブラックチャイナによる30分おき10分間集中ファイティングは第一級私刑。
末端構成員
「ベイビー・チック（BABY−CHICK）」「ヒヨコ」「兵隊」とも呼ばれる。東京23区それぞれのエリアマスターの部下になる者や、そのほかの東京の市でエリアマスターの配下にある者達。

## 紅神会
暴力団松島組系の少年ヤクザ。全中裏と敵対している。
トキ正宗
映画 - 石橋保 / ドラマCD - 森川智之
紅神会総長。19歳。ハンサム。あすかのことを気に入っており、たびたび手助けをするが、立場上あすかと対立することもある。
ヨーコにトルエン密売でシマを荒らされ、そのせいで常連客500人ほどが逮捕され、麻薬の情報も警察に暴露され、組のメンツを丸つぶれにされた。その恨みは深い。
ヨシリン
紅神会傘下のチンピラ。ヒロリンと熱愛中。ヒロリンに「あすかを輪姦してよ」と頼まれていたが、ヒロリンは次第にあすかが苦手になっていき、あすかとのやりとりはいなされるようになった。
ヒロリン
OVA - 三田ゆう子
紅神会傘下のチンピラ「ヨシリン」の彼女。カチューシャをしている。先代西区表番「星」「原」によると、複数回の落第を経験している。
お揃いのセーラー服を着用した仲間たちと歌舞伎町一番街を縄張りにしている。その中のリーダー格。「自分達はちゃんとした組織で、規律を作り秩序を守ってる」と力説する。あすかは秩序を乱すので許せない、と言う。
中学一年生だったあすかが「生きていく力」を思い出そうと、夜の歌舞伎町を徘徊しケンカをし始めた頃、ヒロリンは仲間と共にあすかを呼び出し、肋骨を骨折させた。
中学二年生になっても徘徊とケンカを止めないあすかに、「歌舞伎町に来るのをやめるか、それとも自分達のグループに入るか」と決断を迫る。あすかにノーパンの尻を見せつけられ、「あんたらが押しつけてんのは用のねぇパンティと同じ」と断られる。全中裏と関わりたくないことも手伝い、あすかを避けるようになる。

## シルバーゴースト
横浜最大の暴走族
ヤスヒロ
ドラマ - 渡浩行 / OVA - 古谷徹 / ドラマCD - 飛田展男
- 特徴／身長は178センチメートルでかなりのイケメンである。
- 設定／「シルバーゴースト」四代目ヘッド

漢字では康弘。高校生。18歳。九楽あすかに惚れている。きっかけはあすかが全中裏で西区を仕切っていた頃、ゴーストが東京に支部を作るのを阻止した姿を間近で見て一目惚れした。
沈着冷静で暴走族の頭として周囲から一目置かれているが、あすかが絡むと理性を失うところがある。ユカリの引退後、独断であすかをマスコットに据えるなど感情的な一面もある。
あすかに惚れる前は、明ユカリを好きになりかけたり、ユカリの友達ルミと遊びでつきあったりとかなりの遊び人。
明 ユカリ（あきら ユカリ）
OVA - 小口久仁子→荘真由美
- 武器／迫力のある美貌
- 特徴／絶世の美少女。当時流行っていた「聖子ちゃんカット」（後期は髪が伸びる）。
16歳の時点で、身長161センチメートル、体重45キログラム、スリーサイズ：B83 W56 H86。
- 設定／前（初代）、「シルバーゴースト」のマスコット

高校生。17歳。バイクの運転ができる。あすかが全中裏の〝オレンジ計画〟に対抗するのに手を貸す際には自分でバイクのチューンアップもおこなっていた。
横浜のお嬢様学校に通っていたが、並外れた美貌のせいで周囲から孤立していた。ヤスヒロに出会ったことで自分の価値や存在意義について深く考えることになる。
初期のころはヤスヒロを好きになりかけていたが、彼がどの女とも遊びでしかつきあわないことを知り、友達止まりでいることにした。
強姦未遂にあったが泣きわめきもしない気の強さも持ち合わせている。
尾木はるみの一件で、ヤスヒロに「（シルバーゴーストを）上がるからね。あたし守ってもらわなくてもいいわよ」と、マスコットをやめることを告げた。
ルミ
高校生。17歳。ユカリの同級生。
学校では敬遠され孤立しているユカリの唯一の友人といえる存在だったが、ヤスヒロが好きでも自分は彼の遊び相手でしかないことを悟りユカリに嫉妬。先輩と組んで男たちにユカリを襲わせようとした。だが結局、寸前で男たちの前に立ちはだかりユカリと仲直りする。しかしこの件でユカリから一線引かれることになってしまい、友情は終わった。
杏子（きょうこ）
高校生。ルミの先輩と同学年なので彼女らより一学年上と思われる。
追っかけグループのリーダー的存在、ルミと仲がよい先輩の友達。「シルバーゴースト」の追っかけをやっており、最初はユカリに嫉妬しルミを利用して、彼女を男たちに襲わせる計画を立てる。見た目と違い少々のことでは動じない根性の持ち主とわかるとユカリをマスコットと認めるようになる。
ユカリがマスコットを引退するのに反対し、彼女が辞めるなら自分がマスコットに立候補するつもりだったが、あすかの出現で断念する。それ以降「シルバーゴースト」を離れ「皇子5」の追っかけに転じる。そこであすかが刺客と戦い勝利したのを目撃し（〝スクール・ウォーズ〟）、あすかのファンになり二代目マスコットに推すようになる。

## 鬼畜レディース
関東最大の暴走族「鬼畜」のレディース。頭数は120人以上。全中裏を目の敵にしている。
ハコザキ
OVA - 土井美加 / ドラマCD - ならはしみき
「鬼畜レディース」のヘッド。ツリ目で化粧が濃い。あすかへの〝秘の包囲網〟の失敗で少年院に入った。
内藤
ドラマCD外伝 - 大塚海月
一年前、自動車の窃盗で荒稼ぎしていたヨーコを見つけ、取り逃がした確執がある。
アーサー
映画 - 川下敦史 / OVA - 戸谷公次
「鬼畜」のヘッド。トキ正宗と親交があり、トキのお気に入りである九楽あすかに一目置いている。

## 蘭塾
別名、更生塾「洗心道場」。問題児を集め、社会から隔離した場所での性格矯正を目的とする。全中裏の影響下にあり、関係者の頂点は裏番十人衆〝朱〟がつとめている。入塾期間が無期限の塾生が蘭塾から出るには、〝朱〟のいる特別房までの迷路をクリアするか、〝サバイバル・ゲーム〟で高得点を取らなくてはならない。
〝朱〟のビューティラインと最首のシークレットラインが、蘭塾の支配をかけて競い合っている。
|      | 場所   | 組、班 | 役割       | 名前       | 備考                       |
| ---- | ------ | ------ | ---------- | ---------- | -------------------------- |
| -    | 特別房 | -      | 支配       | 〝朱〟     | 蘭塾の外に通じている部屋   |
| -    | VIP室  | -      | -          | ヨーコ     | 幽鬼と共に匿われている     |
| 女寮 | -      | 年長組 | 年長組代表 | ドラゴン   | 年長組は19歳以上が数十人   |
| 女寮 | -      | 上組   | -          | 舎監三将   | プリンセスA                |
| 女寮 | -      | 上組長 | -          | ミキリ     | オレンジプロジェクトチーム |
| 女寮 | -      | 一班   | -          | モデル     | オレンジプロジェクトチーム |
| 女寮 | -      | 三班   | -          | ナタリア   | -                          |
| 女寮 | -      | 中組   | -          | 舎監三将   | プリンセスB                |
| 女寮 | -      | 中組長 | -          | マリア     | オレンジプロジェクトチーム |
| 女寮 | -      | 五班   | -          | 最首       | オレンジプロジェクトチーム |
| 女寮 | -      | 下組   | -          | 舎監三将   | プリンセスC                |
| 女寮 | -      | 下組長 | -          | バーゲン   | オレンジプロジェクトチーム |
| 女寮 | -      | -      | -          | 九楽あすか | ノラ、ヨモギ、音符屋と同室 |
| 男寮 | -      | 年長組 | 年長組代表 | 幽鬼       | ヨーコと共に匿われている   |

オレンジプロジェクトチーム
〝サバイバル・ゲーム〟であすかを脱落させ、〝朱〟に身柄を渡す役割だったが、その実、オレンジプロジェクトチームのメンバーを一まとめにしてブラックチャイナの餌食にしようとする〝朱〟の陰謀だった。

### 下組
「ノラ」戸川珠理（とがわ じゅり）
ドラマ - 引田智子
あすかと同室。16歳。パンクファッション。ケンカもそこそこ強い。あすかと関わることで自分の弱さを自覚。あすかの「恥ずかしいって気持ちは自分を強くしてくれる」という語りに感動し、親しくなった。中学生の時からグレ、中学校を卒業してから家出をしていたので、妹が不登校となり自殺したことをずっと知らずにいた。妹のことを思い出すと「自分が恥ずかしい」という感情を思い出すので触れたくなかった〝サバイバル・ゲーム〟であすかの味方になる。
ヨモギ
あすかと同室。児童売春で入塾。左目の下にホクロがある。「売春のどこが悪いの？」と言うヨモギにあすかは「若いくせして誇りも意地もないのか？」と返す。「私何かおかしい？」とあすかに問いかけると「そう言う感覚が異常だ」と説教された。あすかと関わることで甘えた考え方を修正するきっかけをもらった。〝サバイバル・ゲーム〟であすかのチームメイトとして参加。ケンカはできないが、メイクが得意。
音符屋
あすかと同室。かなり情緒不安定な少女。頭に電球をつけている。自分の殻に閉じこもりほとんど言葉を発しないが、突然訳の分からない歌を大声で歌う。母親が妊娠した時、祖父が中絶を許さず母親は仕方なく音符屋を産んだ。そのことを直接音符屋に「本当は産まれるはずではなかった」と話した。それが原因で音符屋は心を病み、親に蘭塾へ入れられた。
音符屋を放って置けなかったあすかが〝サバイバル・ゲーム〟で自分のチームに入れる。音符屋は一度、特別房へ向かう迷路に入ったことがあり、その知識であすか達に協力する。迷路攻略のキーマンとなり、あすかから役目を持たされ必要とされた為、自分を肯定的に捉えられるようになった。あすかに「親に手紙を書け」と言われる。
〝スクール・ウォーズ〟
出塾した音符屋は、あすかが紫苑学園で「皇子5」ファンクラブに〝スクール・ウォーズ〟を仕掛けられたと最首から知らされ、加勢に行く。
「バーゲン」角安アンヌ
ドラマ - 高野真実
下組長。アメリカ人を父に持つハーフで青い片目をアイパッチで隠している。時計マニアで、戦いの時際にストップウォッチ片を手に部下にへ示を出す。あだ名の由来は「角安」→「格安」→「格安バーゲン」と連想。
オレンジプロジェクトチームに名乗りを上げたが、あすかと接して考えが変わった。

### 中組
マリア
中組長。サラ金に追われる父と共に逃亡生活を送るという、荒んだ幼少時代を過ごす。それ故にあすかが良い家庭に育ったのだと見抜く。オレンジプロジェクトチームだが、始めから乗る気ではなかった。

### 上組
ミキリ
ドラマ - 関弓子
上組長。武器は鞭。オレンジプロジェクトチームには志願したが、他のメンバーと協力するつもりはない。学校の成績のいい姉妹がおり、ミキリは成績が悪くドロップアウトした。
モデル
ワンレンの美少女。上組一班。児童売春で入塾。「おねーさま」と呼ぶ取り巻きに世話をさせている。出塾したら親に結婚させられるので、その目論見通りになるまいとしている。
ナタリア
ドラマ - 山田浩美
関西の暴走族「ナタリ亜」のレディースの頭。事故で片耳が聞こえない。〝サバイバル・ゲーム〟では上組三班の参謀として参加。

### 年長組（ホワイトチャイナ）
その服装から「ホワイトチャイナ」とも呼ばれる。19歳以上の入塾者。数十人。〝サバイバル・ゲーム〟ではジャッジ、タイムキーパーをする。
ドラゴン
ドラマ - 三輝みきこ
年長組代表。背中に竜の刺青がある。ヤクザから逃げ、蘭塾に身を隠している。
幽鬼（ゆうき）
男寮年長組代表。#その他も参照。男寮、女寮の境界線を越えモデルとイチャつくが、本来の目的は〝サバイバル・ゲーム〟中にあすかがヨーコに会うために、特別房へ向かうのを阻止しようとしていた。
坊（ぼう）
怪力の男。男寮にいたが、幽鬼があすかを特別房へ行かせないために連れ出した。
- 舎監三将（〝朱〟の手下。三人で〝聖クラウン円陣〟という制裁を行う。この時スケートボードに棘が出る。）

プリンセスA
上組担当。冠をつけ、スケートボードに乗り、刃のついた鞭を使う。縦ロール。
プリンセスB
中組担当。冠をつけ、スケートボードに乗り、刃のついた鞭を使う。黒髪。
プリンセスC
下組担当。冠をつけ、スケートボードに乗り、刃のついた鞭を使う。
- 特別房

全中裏裏番十人衆・#［三色］〝朱〟
独自のコンピューター〝ビューティー・サイレント〟（美サイレント）を使い作戦を立てる。特別房までの迷路であすかを叩こうとしていた。

## 微里威同盟
高知を本拠地とする高校生中心の集団。対立グループと抗争事件を起こし蘭塾へ入塾した。蘭塾では二年かけて作られたシークレットライン（蘭塾情報網）で〝朱〟へ反旗をひるがえす。たびたび塾生の情報を〝朱〟に売り、外に出ている。
最首 環 （さいしゅ たまき）
OVA - 土井美加
- 武器／バトン
- 特徴／釣り目。高知弁。

有段者。代議士の娘ゆえか権力志向が強い。九楽あすかに一目置いている。蘭塾の事実上の支配者。外伝「月」では、ミコに「ひばりと同程度の強い権力者になりたいんだろう?」と禁句であった図星をさされ、一撃でミコを失神させるほど激怒した。
馬場 栞 （ばば しおり）
OVA - 頓宮恭子
- 特徴／左目に傷跡。高知弁。

最首の参謀。外伝Vol.21「ダブル・ドラゴン」にて、以前は最首と敵対するグループの参謀だったが、最首に引き抜かれたエピソードが描かれている。

## 「皇子5（MIKOTOファイブ）」周辺

### 男性アイドルグループ「皇子5」
音楽番組で三週連続1位となるほど人気のアイドルグループ。全中裏の#HIBARI・SSによる資金調達プラン〝ハレルヤ2Y〟のコマとして芸能活動をしている。全員紫苑学園の生徒。「雅の皇子」以外の4人は雅を守るため、連携してロープを使い攻撃する。ブラックチャイナと同等の力量を持つ。
「雅の皇子」（みやびのみこ）
全中裏・裏番十人衆〝天使〟の雅が男装している。#裏番十人衆も参照。中学一年生。13歳。一番人気。日本武道館コンサートの舞台上であすかにキスし、「皇子5」のファンの標的にさせた。
「翔の皇子」（しょうのみこ）
17歳。高校二年生。オールバック。眼鏡をかける。
「毬の皇子」（まりのみこ）
15歳。中学三年生。前髪を中分け。
「剣の皇子」（つるぎのみこ）
16歳。高校一年生。前髪を右分け。
「翼の皇子」（つばさのみこ）
15歳。中学三年生。ボケ担当。

### ファンクラブ（F・C）
「皇子5」のファンたちを統率しようとしている。全国に何万という会員がいる。「金マント」と呼ばれる特別待遇の会員、またはファンクラブ直属の兵隊がいる。金色のブレスをしている。『花のあすか組! ∞インフィニティ』にも登場
- ファンクラブ本部

ヒミコ
総R（総長）。サングラスに左目の下に涙のマーク。雅の命令であすかをコンサートに来ざるを得ない状況にする。ステージ上で雅にキスされたあすかを、全国のファンクラブ会員の標的にした。要注意人物としてあすかの写真を出回らせる。
- 支部リーダー（SR）

SR最大グループ〝姑娘（クーニャン）〟
TOKYO SRでもある。武器にパワーパテを使う。
カレン
〝姑娘〟総長。サングラスにチャイナ服。ファンクラブ親衛隊からナツミを守り、要注意人物となったあすかに、〝スクール・ウォーズ〟を仕掛ける。
- 親衛隊（ミツバチ）

ジャスミン
親衛隊・隊長。サングラスに独特のカチューシャ。左頬にホクロ。

#### 反皇子勢力
アイドルのファンクラブ運営で儲けようとしていたが、予定していたアイドルグループのデビュープロジェクトを全中裏に買われてしまい大損し、「皇子5」ファンクラブに吸収されてしまった人達。それに「皇子5」ファンクラブ処分組が加わった組織である。ファンクラブの親衛隊長の側近など、「皇子5」組織に深く関わっている。
パーコ
「皇子5」ファンクラブに処分された小川ナツミに、処分組の仲間になろうと声を掛ける。
周防 波留彦 （すおう はるひこ）
反皇子勢力の中心人物（#その他も参照）。ミコからの頼みで「皇子5」ファンから攻撃対象になったあすかを助けることに協力する。

## バイパス族
中学校や高校に通わずに卒業資格を得たり、大学入学ができる資格を持ったりする者たちの総称。作品内で「進学裏技」と考えられている。学生生活を時間の無駄だとして、一年間で資格獲得、残り二年間を自由に使う。「バイパス」という呼称は、「脇道を通ることで障害を避ける」と学業を捉えることからつけられた。周防もその一人である（#その他も参照）。その中の一部が「勇者チチンボイボイ」と名乗り、不登校生徒を多勢で襲い危害を加えていた。

### 「勇者チチンボイボイ」
ヨーコの作成した現実とリンクするロールプレイングゲーム。「四人の従者」は「勇者チチンボイボイ」の味方をするという噂が、都市伝説的に広まっている。
四人の従者
- 妖精 - 九楽あすか
- 戦士 - 最首
- 魔法使い - 明ユカリ
- 賢者 - 薔薇の宮

## ゲスト登場人物

### 本編ゲスト登場人物
幸田 ミカ（こうだ ミカ）
「新歌舞伎町ストーリー」
新宿で働いているはずの姉を頼って上京した少女。あすかに姉を探してもらうが、姉のしていた仕事は男装ホストクラブのホストだった。姉がレズビアンだと知らされたミカはショックを受けるが、その事実を受け入れ、あすかに「自分の面倒は自分でみられるよう、強くなる」と話す。
弓岡 利子（ゆみおか としこ）
「いじめられっ子トンコ」
通称「トンコ」。あすかと同じクラスのいじめられっ子。歌舞伎町で一人さすらうあすかを見かけて一方的に親近感を覚え、あすかを仲間だと思い込む。あすかがいるからイジメは怖くないと、長期欠席していた学校へ登校した。
川田 歩（かわだ あゆむ）
ドラマCD - 横山智佐
「アイドル志願」
小学生からの夢である、アイドルになることを実現させようと家出して東京に来た。原宿でスカウトされるのを待っていたが、いっこうに声をかけられない。アイドルになれない将来を想像すると真っ暗な気持ちになる。オーディションに受かるがレッスン料が30万円必要になる。そんな所に紅神会の下っ端が「いいバイトがある」と歩を騙し、歩はヤクザに犯され、その証拠写真を撮られてしまう。紅神会から写真のネガを取り戻そうとする歩に、あすかは本気でアイドルになる意志を感じ、協力する。ミコと西区表番と共に、紅神会と対決しネガを取り戻す。歩は夢に向かって再出発を誓う。
小野寺 圭子（おのでら けいこ）
あすかのクラスメイト。夏休み明け不良デビューし髪を真っ赤に染めた。あすかが気に食わず尾行したところ、ヤスヒロに「あすかは過去、全中裏にいた。今でも一声で300人以上の不良が集まる」と教えられる。しかし圭子はムキになり、あすかを少年院送りにしようと考え、あすかがヤクザに関わっていたところ、警察に通報するが失敗する。以来、あすかに怯えるようになる。そこを〝紅〟につけ込まれ、あすかと〝紅〟の対決時、〝紅〟の加勢をした。しかし半端に全中裏に関わってしまい、〝紅〟の手下に脅され、あすかに助けを求める。
暮林 良江（くればやし よしえ）
OVA - 山本百合子
通称「よっこ」。いつも友人達四人組で行動していた。リーダー格のヒーちゃんは万引きや売春を「面白いこと」と考え、友達でいる代わりに良江にもさせていた。ある時からヒーちゃんの気まぐれで三人からのけ者にされイジメられるようになってしまった。学校で一人ぼっちになった事に耐えられなかった良江は自殺を試みる。その場に居合わせたあすかに強くなり方を教えてもらう。殴り合いのケンカを経験していくうちに、イジメや無視に負けまいとする強さを持つ。あすかと友達になり「あすかが友達なら他に誰もいなくても大丈夫だ」と思う。
尾木 はるみ（おぎ はるみ）
ドラマCD - 白鳥由里
あすかが街ですれ違った少女。腕に多くの根性焼きがある。自分自身でマッチを使い根性焼きを作っていたのだった。学校に行くことに強い抵抗を感じ、「根性焼きをしなければ根性が据わらないので学校に行けない」と毎朝、根性焼きをする。母親はその傷を見て見ぬふりをし、学校での成績と優等生としての体面以外に娘に求めていない。
はるみは一年後に自殺することを決めており、それまでに月曜日が48回来る恐怖から、自宅近くの学校に放火した。あすかの「ハサミで真っ直ぐに紙を切ってみろ」とのアドバイスで紙を切り、ようやく真っ直ぐに切れた時、自分が学校に放火した罪と向き合った。
その頃、鬼畜レディースの残党と全中裏が休戦協定を結び〝オレンジ計画〟が始まった。はるみの放火を知った鬼畜レディースは便乗して学校への放火を始め、そのすべてがはるみによる犯行とされた。あすかははるみの冤罪を明らかにする戦いに手を貸す。そしてシルバーゴーストのマスコット・ユカリ、#前、西区表番「星」、「原」、九曜巴紋、九曜星紋も協力することになった。
はるみは鬼畜レディースの放火と〝オレンジ計画〟を食い止めるべく、仲間と一緒に戦い、連続放火事件はすべて鬼畜レディースの犯罪ということになった。
小川 ナツミ（小川 ナツミ）
高校一年生16歳。「皇子5」のファンで追っかけをしている。追っかけ仲間での通称はキャンディ。他の子達とは違い、真剣な気持ちで「皇子5」のファンをしている。「皇子5」のメンバーが通っている紫苑学園にまで追っかけし、紫苑学園の生徒と友達になり雅への手紙を渡してもらおうと、あすかに声をかけるが警戒され断られる。
紫苑学園に近づくなど、ファンクラブ内で目立った行動をとったため、ファンクラブ本部から脱会処分を受け、追っかけ仲間にも絶縁される。「皇子5」メンバーに近づけなくなる。
杉本 薫（すぎもと かおる）
紫苑学園の生徒。あすかのクラスのクラス委員。三つ編みのツインテールをしている。友達が多く人気者で、あすかにも気軽に話しかけ面倒をみようとする。いつも一人でいるあすかが気になり「友達になろう」と言うが断られる。
偶然、あすかと「皇子5」ファンクラブとの戦い〝スクール・ウォーズ〟に、ミコと音符屋とともに巻き込まれ、友情についての考える。
それでもあすかをクラスに馴染ませようと世話を焼くが、学校に通うことの怖さを見据えようとするあすかのことが理解出来なかった。自分が半端にあすかに関わったと謝る。
梶山 てつ也（かじやま てつや）
フリーのルポライター。34歳。新宿区エリアマスター（引退済み）・菊永に〝戦・23〟の取材を申し込む。
五十嵐 マリ（いがらし マリ）
〝戦・23〟中、あすかの出会った十万円の水晶玉を持った少女。シンナー中毒で前歯が溶けている。中学校の三者面談で、教師に「動物以下」と蔑まれ母親にバックで十回殴られた。母親には水晶玉を買ってもらったらシンナーをやめる約束をしたがやめられていない。あすかのことが気になり度々会いに行く。
秋山 律子（あきやま りつこ）
13才。小学四年生の時から三年間学校に行っていない不登校児。学校と学校を想起させるものを嫌う。「学校に連れてゆく人間がいたら殺してやる」と思っている。不登校児ゆえに「勇者チチンボイボイ」と名乗る集団に襲われ、つけまわされそうになったが、あすかに助けられる。あすかとの会話で「自分のものさしで考える。一生学校に行かない」と宣言した。
岸 彩香（きし あやか）
「勇者チチンボイボイ」と名乗って不登校児を襲っていたバイパス族の一人。アレルギー体質で、そのことを気に食わなかった同級生達から、無理矢理ラーメンを食べさせられイジメられた。その報復として不登校児を襲っていた。しかし「勇者チチンボイボイ」が有名になり、今度は襲われる側になる。そのころ、街で秋山律子と出会い仲良くなる。
ヨーコに興味を持たれ、ヨーコに深い友情を感じるようになる。しかしヨーコを信頼した後に裏切られる。
倉橋（くらはし）
あすかの紫苑学園での男子クラスメイト。あすかとヨーコの写真を隠し撮りしていた。ヨーコの死後、その写真をあすかに渡す。

### 外伝ゲスト登場人物
名取 継子（なとり つぐこ）
［Vol.1 不良少女戦線］ 銀座の高級クラブのママ。あすかの祖父、篠宮余一郎の愛人。日本中に会員制の高級クラブを作る野望を持つ。
戸川（とがわ）
［Vol.1 不良少女戦線］ 新聞記者。名取継子が麻薬の密輸ルートに絡んでいるというネタを仕入れ、麻薬の取り引き現場を押さえる。あすかに出会い、全中裏組織を知る。
五月（さつき）
［Vol.2 全中裏V.S.シルバーゴースト］ 女子陸上部の部長。あすかに陸上部への入部を勧める。全中裏裏番十人衆としてのあすかを見てしまい、あすかを避けるようになる。
沢口（さわぐち）
［Vol.3 ヤサグレ未満］ ミコの懐いていた先輩。彼女から蘭塾にいたことを告げられ、ミコと縁を切る。
枝村（えだむら）
［Vol.5 14歳のバイオレンス ］［Vol.13 なくした1/2］ 中学校入学まもなくイジメを苦に自殺未遂を犯して入院したあすかの担当医。女性。
佐伯（さえき）
［Vol.5 14歳のバイオレンス］ 病院であすかと知り合った妊婦。あすかに「女性には赤ちゃんを産む強い力がある」と伝えるために、自分の出産現場にあすかを立ち会わせた。
女性中学教師
［Vol.14 エスケープ］ 生徒から批判され中学校に行けなくなった日、あすかに出会った。本編の終盤（新装文庫版 第8巻 594ページ〜604ページ）にも登場。
チャー坊、サーヤ、ユッコ
［Vol.17 痛み］ あすかに憧れる女子中学生たち。
小春（こはる）
［Vol.21 ダブル・ドラゴン］ 最首に武道の稽古をつけた女性。
由貴（ゆき）
［Vol.22 サマー・レイン］ ヤスヒロの高校の後輩。ヤスヒロに告白するも断られる。ヤスヒロがあすかに恋愛感情を持っているのを知り、兄であるヨコスカスティンガーのヘッドにあすかを襲わせようと企む。
テル
［Vol.25 月］ 2年後の蘭塾でミコと同室となった。円形脱毛症を帽子で隠している。親に暴力を振るっていた。
ノン
［Vol.25 月］ 2年後の蘭塾でミコと同室となった。
「Wユーコ」
［Vol.25 月］ 2年後の最首の配下。二人組。ビー玉を使って攻撃する。二人掛かりでミコに挑むが敗北する。
第4代〝朱〟
［Vol.25 月］ 2年後の〝朱〟

### 番外編ゲスト登場人物
野木 あかね（のぎ あかね）
OVA - 安藤ありさ
月影杏樹と同じ学校に通い、過去に太っていたことをネタにいじめられている。
偶然手に入れた「賭け」のリストに名前があったあすかに話しかけ、係わり合いを持つ。
月影 杏樹（つきかげ あんじゅ）源氏名
OVA - 本多知恵子
お嬢様学校に通う、リーダー格の女子。パーティー屋「いちごミルク」代表取締役。
ディスコなどでパーティーを開催し、そこで「賭け」を繰り返すことで集客と金集めを行っていた。
「賭け」を盛り上げるために他人を傷つけることも厭わない下劣な人物。
保奈美
OVA - 冬馬由美